# 赤館公園
赤館公園（あかだてこうえん）は、福島県東白川郡棚倉町棚倉字風呂ケ沢にある公園である。
かつては「舘」と呼ばれる山城であり、赤館から久慈川沿いに、寺山舘、羽黒山舘、東舘などの山城が構築されている。「南郷」と呼ばれていた福島県南部の支配巡って白河結城氏と佐竹氏の争奪戦の舞台となり、戦国末期には佐竹氏の版図となっていたが、伊達氏が進出して再び争奪戦の舞台となった。佐竹氏の秋田移封後に立花宗茂が入ったが、その後に棚倉に入った丹羽長重は山上の赤館を避け、盆地の中心に棚倉城を築いたことから、赤館は廃城となった。

## 眺め
公園の展望台からは棚倉町の中心部を一望する事ができる。
かつては双眼鏡が設置されていたが現在は無い。